# 鄭添壽
鄭添壽（1924年3月20日—1959年2月4日），中國共產黨員，福建省海澄縣人，1955年9月以投奔自由名義進入小金門，審訊表示為受派遣而來，受情報局吸收受訓，受何世華案牽連，進入情報局的林坤生、李載發遭啟出共產黨團費證等證物，被判處死刑，1959年2月4日槍決於安坑刑場。

## 生平
鄭添壽，1924年生於福建省海澄縣東嶼鄉，初中畢業，1946年曾到台灣接受警察訓練，在台灣省警務處受訓六個月後分派到警察大隊及台中縣警察局等單位擔任警員三年，1949年7月間，攜家眷返回福建。
返回福建後鄭添壽被中共龍溪地方委員會管制兩年，1954年中共海滄區委書記曾海南以鄭添壽曾在台灣多年，派遣鄭添壽到台灣潛伏，以投奔自由名義，1955年8月29日讓鄭添壽駕一舢舨前往烈嶼，經金防部偵查，鄭添壽將受指派之事全盤托出，同時期另有李載發、林坤生兩人。
1955年11月4日，台灣省保安司令部發文對林坤生、鄭添壽、李載發三人為發掘中共在台是否仍有情報據點移請司法行政部調查局鄭介民局長派員進行調查，分析滲透分為共產黨與軍事派遣，側重在社會性顛覆活動與軍事情報蒐集，調查局研擬實施反間之可行性，並將鄭添壽、林坤生等吸收進入軍情局受訓。
1957年台南發生何世華案，何世華在台南市區小東路、北門路等地路燈張貼許多標語，如「洪國式烈士永垂不朽」、「解放台灣是中國解放軍的神聖任務 美國佬 滾回去」、「希特勒第二 艾森豪威爾」、「毛主席說：台灣是中國的一部分」、「世界和平戰士 毛澤東 布加甯」、「汪精衛賣給日本 蔣介石賣給美國」等數十條標語，不久，保防人員在何世華所屬團部廁所旁挖出玻璃罐中有尚未張貼之「毛主席萬歲」等標語並有台灣共產黨總部之長條便簽近百張，引起高層震怒。何世華在偵訊時指林坤生、鄭添壽也與他一樣以類似方式投奔自由潛台進行偵蒐，何世華在大陸看過林坤生照片，林坤生、鄭添壽與何世華在金門時相遇暗號等情事，因此，分派到軍情局等單位之林坤生、李載發、鄭添壽，也一併被關押審訊。
林坤生、李載發等雖在金門時即已坦承是受指派而來，但因為何世華的案子又再次受到審訊，李載發陳情書中表示有受到刑求，林坤生等人雖然一再喊冤並多次提交陳情書，但仍於1958年9月29日判處死刑，1959年2月4日林坤生、李載發、鄭添壽槍決於新店安坑刑場。

## 紀念
2013年10月，北京西山國家森林公園的無名英雄廣場上立有無名英雄紀念碑，為紀念來台灣在1950年代被處決的隱避戰線烈士而設立。鄭添壽的姓名銘刻於紀念碑上。